# 워싱턴 이중성 카탈로그
워싱턴 이중성 카탈로그는 미국이 이중성을 연구한 자료를 모아논 카탈로그의 자료를 가르키는 단어이다. 미국 해군 천문대에서 주로 이용되는 자료가 된다.

## 설명
워싱턴 이중성 카탈로그, 또는 WDS는 미국 해군 천문대에 보관된 이중성의 자료를 보관한 카탈로그이다. 카탈로그에는 위치, 크기, 고유 운동 및 분광형이 모두 수록되어 있으며 (2017년 6월 기준이다.) 141,743 쌍의 쌍성에 대한 항목이 있다. 카탈로그에는 여러 개의 별들도 같이 포함되어 있다. 일반적으로 n개의 성분을 가진 다중 항성은 n-1쌍의 항성에 대한 카탈로그의 항목으로 표시된다. WDS를 구축하는 데 사용된 자료의 근거는 1963년에 발표된 시각적 이중성의 색인 카탈로그를 구축하는데 사용된 릭 천문대에서 유래되었다. 1965년에 찰스 월리의 주도로 미국 해군 천문대로 옮겨졌다. 그 이후로 카탈로그는 히파르코스와 티코 카탈로그 및 스펙클 간섭계의 결과뿐만 아니라 다른 출처에서 나온 많은 측정에 의해 증강되었다. 정보를 보고한 관찰자를 식별하기 위해 고유한 1-3자 발견 코드가 사용된다. 이에 대한 예시를 든다면 HI는 독일의 천문학자인 울프-디터 하인츠가 발표한 논문에도 그대로 사용된다는 것이다.

## 같이 보기
- 에이트켄 이중성 목록
- 버넘 이중성 목록
- 시각적 이중성의 색인 목록
- 미국 해군 천문대
- 천문학
- 이중성